# Evangelisches Kirchgemeindezentrum Grono

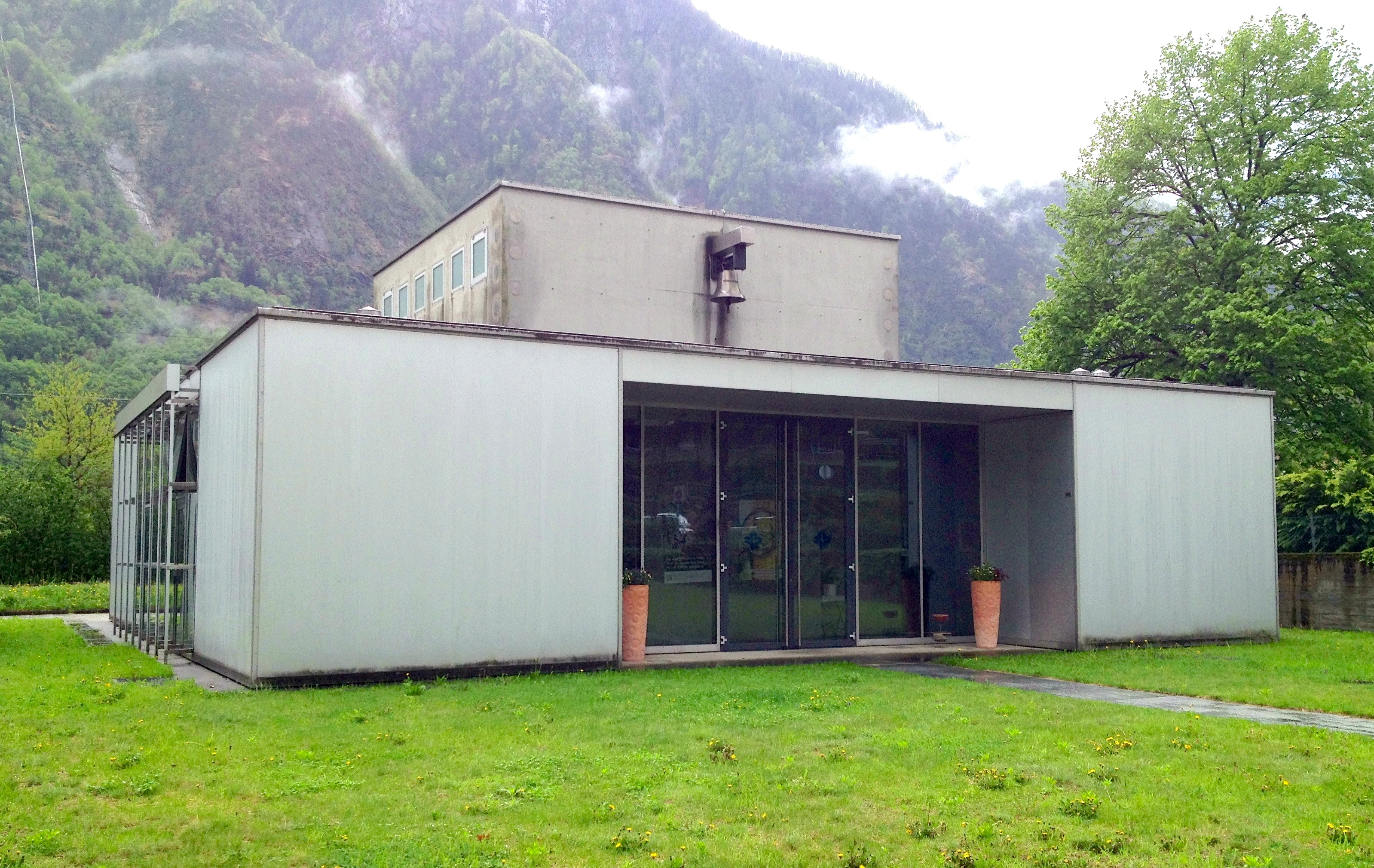
Evangelisches Kirchgemeindezentrum

Das Evangelische Kirchgemeindezentrum (italienisch Centro evangelico) ist ein evangelisch-reformiertes Kirchengebäude modernen Stils in Grono im bündnerischen Misox.
Das Kirchenzentrum, das das Dorfbild im Wohnquartier massgeblich prägt, vereint Kirche, Begegnungszentrum und – anliegend – das Pfarrhaus.

## Geschichte und Ausstattung
Die 1996 vom Architekten Hans-Jörg Ruch erbaute reformierte Predigtstätte ist mitten in der Diaspora die einzige im ganzen Misox und Calancatal. Sie bildet das Zentrum der jüngsten Kirchgemeinde Mesolcina/Calanca der Evangelisch-reformierten Landeskirche Graubünden.
Auffallend am Betonbau mit seinem freistehenden Glockenturm ist der innere Grundriss in Quadratform von jeweils sieben Metern in Länge, Breite und Höhe mit zusätzlicher zentraler Glocke. Die Adresse des Gemeindezentrums ist Via alle scuole 20, 6537 Grono.

## Varia
Schweizweit in die Schlagzeilen geriet das Kirchenzentrum 2008/09, als der Ortspfarrer und Pfarrer der Kirchgemeinde Mesolcina/Calanca am zweiten Februar 2009 unter Dekan Thomas Gottschall durch Mehrheitsbeschluss der übrigen Pfarrer aus der Bündner Synode ausgeschlossen wurde, der die Oberaufsicht über die Amtsführung der Pfarrer obliegt. Das war die schwerstmögliche Disziplinarmaßnahme der Synode.  Dem Pfarrer war seit mehreren Jahren „unethisches“ Verhalten, „unprofessionelle Amtsführung“ und unglaubwürdiges Handeln vorgeworfen worden. Der vom betroffenen Pfarrer angefochtene Rauswurf wurde von mehreren Gerichtsinstanzen bestätigt.
Noch 2006 hatte die Gemeinde Grono die Graubündner Synode beherbergt, bei der Thomas Gottschall zum neuen Dekan und Nachfolger von Luzi Battaglia gewählt wurde.